# Юстиц-коллегия Лифляндских, Эстляндских и Финляндских дел
- 1764—1766 Ф. И. Эмме
- 1779—1785 И. М. Симолин
- 1797 Э. Б. Менгден
- 1797—1798 К. А. Гейкинг
- 1798—1799 И. А. Вейдемейер
- 1799—1804 Е. Б. Фукс
- 1804—1819 А. Ф. Корф
- 1819—1832 П. Е. Фрикциус

Юстиц-коллегия Лифляндских, Эстляндских и Финляндских дел — орган центрального управления России с административно-судебными функциями. Была образована около 1720 года под названием Юстиц-коллегия Лифляндских и Эстляндских дел, в русле петровских преобразований.

## История
Вслед за образованием в 1711 году Сената началось формирование органов отраслевого управления — коллегий, призванных заменить систему приказов. Форма новых центральных органов управления была заимствована в Швеции и в Германии. Основой для регламента коллегий послужило шведское законодательство. По времени формирование коллегий совпало с присоединением шведских провинций — Прибалтики и Карелии с Выборгом. Учреждения Прибалтики были подчинены камер-конторе лифляндских и эстляндских дел.
В ведение Юстиц-коллегии были переданы все судебные учреждения присоединённых провинций, при этом высшей апелляционной инстанцией являлся Сенат. С 1762 года к ведению коллегии были отнесены учреждения Выборгской губернии, и в названии появилось дополнение «и финляндских дел». С 1773 года к ведению коллегии были также отнесены учреждения двух Белорусских губерний.
В 1802 году Юстиц-коллегия Лифляндских, Эстляндских и Финляндских дел была в порядке надзора подчинена Министру юстиции, вследствие совмещения должностей министра юстиции и генерал-прокурора. В 1810 году часть дел была передана в Управление духовных дел иностранных исповеданий. В 1812 году неоконченные по Финляндии дела переданы в Финляндскую комиссию, а слово «финляндских» исключено из названия. В 1817 значительная часть церковных дел отнесена к вновь созданному Министерству духовных дел и народного просвещения. В 1832 году коллегия упразднена с передачей функций Генеральной консистории и Министерству юстиции.

## Функции коллегии
- Административные вопросы (назначения чиновников, переписка с общеимперскими учреждениями);
- Суд (инстанция между сословными судами и Сенатом);
- Податное дело (1739-42);
- Церковные вопросы населения Прибалтики, Выборгской губернии, а также всех протестантских церквей в Российской империи (дела о браках, назначении пасторов, споры между прихожанами и духовенством и т. п.), а с 1769 года и всех прочих иностранных христианских религий[2].

Специфической особенностью коллегии к началу XIX в. было то, что в своей деятельности она руководствовалась, прежде всего, местным (преимущественно шведским) законодательством XV — начала XVIII вв. и церковным (каноническим) правом, а не российским (общеимперским) законодательством.

## Структура, месторасположение и делопроизводство
Структура и порядок делопроизводства в коллегии определялись Генеральным регламентом.
Местом пребывания коллегии был Санкт-Петербург.
Во главе стоял президент коллегии, его заместителем был вице-президент.
По штату 1801 года в коллегию также входили коллежский советник, надворный советник, асессор, прокурор, экзекутор, 3 секретаря, протоколист, 2 переводчика, регистратор и архивариус.
Кроме того, при коллегии состояли канцелярские служители и нижние чины.
К участию в заседаниях коллегии привлекались представители столичного протестантского духовенства.
Структурными подразделениями коллегии к 1802 году были Присутствие и Канцелярия, делопроизводство в которых велось на немецком языке.

## Вице-президенты[4]
- Г. Бреверн (в 1717—1721)
- С. А. Вольф (в 1721—1730)
- Г. К. Кейзерлинг (в 1730—1735)
- К. Л. Менгден (в 1735—1740)
- Ф. И. Эмме (в 1741—1764)
- Э. Г. Глюк (в 1754 — ?)
- Т. И. Клингштедт (в 1764—1771)
- С. И. Даен (в 1771—1772)
- Ф. Е. Бехмер (в 1772—1777)
- Ф. И. Крейдеман (в 1778—1796)
- И. И. Акимов (в 1796—1797)
- А. Ф. Корф (в 1797—1804)
- П. Е. Фрикциус (в 1804—1819)
- И. В. Гершельман (в 1820—1831)
- К. И. Циммерман (в 1831)